# Illomarus
Illomarus war ein antiker römischer Toreut (Metallarbeiter), der um die Mitte des 1. Jahrhunderts möglicherweise in Oberitalien oder Niedergermanien tätig war.
Illomarus ist heute nur noch aufgrund eines erhaltenen Signaturstempels auf einem Sieb aus Bronze bekannt. Dieses wurde in Záhor, Slowakei, in einem Körpergrab gefunden. Heute gehört das Stück zur Sammlung des Slowakischen Nationalmuseums in Bratislava.